# Bancroft (Dakota du Sud)
Pour les articles homonymes, voir Bancroft.
Bancroft est une municipalité américaine située dans le comté de Kingsbury, dans l'État du Dakota du Sud. Selon le recensement de 2010, elle compte 19 habitants. La municipalité s'étend sur 0,23 milles carrés (0,6 km2).
Fondée vers 1888, la ville doit son nom à L. L. Bancroft, propriétaire d'un journal local.

## Démographie
| 1910 | 1920 | 1930 | 1940 | 1950 | 1960 |
| ---- | ---- | ---- | ---- | ---- | ---- |
| 136  | 141  | 155  | 126  | 100  | 86   |

| 1970 | 1980 | 1990 | 2000 | 2010 | - |
| ---- | ---- | ---- | ---- | ---- | - |
| 48   | 41   | 30   | 37   | 19   | - |